# 禅文化研究所
公益財団法人禅文化研究所（こうえきざいだんほうじん ぜんぶんかけんきゅうしょ、英字:The Institute for Zen Studies）は、財団法人として、初代所長・山田無文老師の指導のもと、理事長・村上慈海金閣寺長老を中心として、昭和39年（1964年）1月に創立された。以来、 臨済宗黄檗宗各寺院の協力支援と自助努力を繰り返しながら、内外の学者を結集して禅文化研究の実績を挙げ、その余滴をもって禅関係の図書蒐集、書籍・雑誌の刊行、講演会、諸宗教との交流を行うなど、禅文化全般にわたる普及活動を国際的な規模で展開している。
花園大学の敷地内にあるが、公益法人であり、花園大学の研究機関ではない。

## 目的
禅を思想、歴史、文化及び実践の各方面から総合的に探究して、禅及び禅文化の本質とその現代的意義を究明し、その成果を普及し、世界の精神文化に貢献することにある。

## 事業
上記の目的のために、下記のような事業を行なっている。
- 禅および禅文化の学問的研究
- 禅および禅文化研究者の養成
- 禅および禅文化に関する文献、資料の蒐集および展観ならびに、禅書・研究書・翻訳書その他の資料等の刊行
- 一般大衆への禅指導および布教方策の研究ならびに実践
- 海外の求道者、学者および文化人との交流

## 歴代所長
- 山田無文（昭和39年1月～平成元年1月）
- 平田精耕（平成元年1月～平成6年3月）
- 山田宗敏（平成6年4月～平成11年3月）
- 細川景一（平成11年4月～平成12年5月）
- 平野宗浄（平成12年5月～平成14年7月）
- 細川景一（平成14年7月～平成17年3月）
- 西村惠信（平成17年4月～平成28年6月）
- 道前慈明（平成28年6月～）
- 横田南嶺（令和5年7月～）

## 歴代理事長
- 村上慈海（昭和39年1月～昭和55年2月）
- 平田精耕（昭和55年4月～平成6年3月）
- 細川景一（平成6年4月～平成24年6月）
- 佐々木道一（平成24年6月～平成30年6月）
- 松竹寛山（平成30年6月～）

## 主な刊行物
- 季刊『禅文化』
- 『禅文化研究所紀要』
- （油印本）およびその索引を付加した『祖堂集』『景徳伝灯録』など基本典籍叢刊
- 『白隠禅師法語全集』
- 『自己を見つめる』（山田無文著）
- 『無門関プロムナード』（西村惠信著）

など約250点

## 主な研究班
- 中国禅宗史・禅語録研究班
唐代語録研究会／『神会語録』研究会／『景徳伝灯録』研究会／宋代語録勉強会など
- 日本禅宗史・禅語録研究班
明庵栄西禅師研究／『元亨釈書』研究／『寂室語録』研究など
- 哲学研究班
- 大蔵会（講読会）
- マルチメディア研究班

など

## その他の事業
寺院管理ソフト「擔雪II」などのソフトウェア開発や、研修講師派遣など、寺院の発展にも関わる